# Championnat britannique des voitures de tourisme 1966
Le Championnat britannique des voitures de tourisme 1966 était la 9e saison du championnat britannique des voitures de tourisme, remporté par l'anglais John Fitzpatrick. Le championnat a débuté à Snetterton le 8 avril 1966 et s'est terminé à Brands Hatch le 30 octobre 1966.

## Calendrier
| Manche | Circuit        | Date         | Pilote vainqueur | Ecurie vainqueur            | Voiture vainqueur    |
| ------ | -------------- | ------------ | ---------------- | --------------------------- | -------------------- |
| 1      | Snetterton     | 8 avril      | Jack Brabham     | Alan Brown                  | Ford Mustang         |
| 2      | Goodwood       | 11 avril     | Brian Muir       | Race Proved by Willment     | Ford Galaxie         |
| 3      | Silverstone    | 14 avril     | John Whitmore    | Alan Mann Racing            | Ford Falcon Sprint   |
| 4 A-B  | Crystal Palace | 30 mai       | John Rhodes      | Cooper Car Co.              | Morris Mini Cooper S |
| 4 C-D  | Crystal Palace | 30 mai       | Roy Pierpoint    | Non connu                   | Ford Falcon Sprint   |
| 5      | Brands Hatch   | 16 juillet   | Roy Pierpoint    | Non connu                   | Ford Falcon Sprint   |
| 6      | Brands Hatch   | 29 août      | Jim Clark        | Team Lotus                  | Lotus Cortina        |
| 7 A-B  | Oulton Park    | 17 septembre | Chris Craft      | Superspeed Conversions Ltd. | Ford Anglia          |
| 7 C-D  | Oulton Park    | 17 septembre | Jim Clark        | Team Lotus                  | Lotus Cortina        |
| 8      | Brands Hatch   | 30 octobre   | Jackie Oliver    | DR Racing                   | Ford Mustang         |

## Classement final

### Pilotes
| Championnat pilotes | Championnat pilotes | Championnat pilotes  | Championnat pilotes         | Championnat pilotes |
| Pos.                | Pilote              | Voiture              | Ecurie                      | Points              |
| ------------------- | ------------------- | -------------------- | --------------------------- | ------------------- |
| 1                   | John Fitzpatrick    | Ford Anglia          | Team Broadspeed             | 50                  |
| 2                   | John Rhodes         | Austin Mini Cooper S | Cooper Car Co.              | 50                  |
| 3                   | Peter Arundell      | Lotus Cortina        | Team Lotus                  | 38                  |
| 4                   | Mike Young          | Ford Anglia          | Superspeed Conversions Ltd. | 36                  |
| 5                   | Jim Clark           | Lotus Cortina        | Team Lotus                  | 34                  |
| 6                   | Gawaine Baillie     | Ford Falcon Sprint   | Gawaine Baillie             | 34                  |